# 川原有造
川原有造（かわはらゆうぞう、1978年4月 - ）は、日本のガラス工芸作家。香川県出身。
19歳の時にイタリアでヴェネツィアン・グラスの制作工程を見学し、ガラス作家の道に進む。2005年、兵庫県に吹きガラス工房 Glass Studio 刻 を設立。主な活動として東京、愛知、大阪、兵庫、広島、福岡など全国で個展を開催している。
吹きガラスという技法を用いて、何層にもガラスを重ねることで作品に深い色を表現するのが特徴。
金箔や銀箔、花模様で飾り付ける作品には「和」の香りが漂う。

## 来歴
- 1978年 愛知県生まれ、香川県出身。
- 1998年 赤澤清和に師事。
- 2001年 播磨ガラス工房（チーフインストラクター）。
- 2005年 兵庫県赤穂郡上郡町にスタジオを設立。

## 受賞歴
2003年
- 国際芸術総合展in明石　兵庫県知事賞受賞

2008年
- 第37回日本伝統工芸近畿展　新人奨励賞受賞

2010年
- 第57回日本伝統工芸展　入選
- 国文祭 ・ おかやま美術展「工芸」　岡山県知事賞受賞

2012年
- 第50回兵庫工芸展　奨励賞受賞

2013年
- 伝統工芸諸工芸部会展　入選
- 第51回兵庫工芸展　兵庫県芸術文化協会賞受賞

2014年
- 第52回兵庫工芸展　神戸市長賞受賞

2017年
- 第35回黒川録朗賞受賞

2021年
- 第50回日本伝統工芸近畿展　日本経済新聞社賞受賞

2022年
- 第51回日本伝統工芸近畿展　日本工芸会近畿支部長賞受賞

## 主な展覧会
- 2006年 個展（ギャラリー東蔵　兵庫）　以後毎年開催
- 2006年 赤澤清和 ・ 新谷良造遺作展にて賛助出品（岡山市立オリエント美術館　岡山）
- 2006年 しらさぎ染織文化展（兵庫）
- 2006年 個展（グラスギャラリーSUMITO　茨城）
- 2007年 個展（天満屋高松店　香川）　2013年まで毎年開催
- 2007年 個展（山陽百貨店　兵庫）　2008年以後隔年開催
- 2008年 個展（天満屋広島八丁堀店 ・ アルパーク店　広島）
- 2011年 個展（天満屋岡山本店　岡山）　以後隔年開催
- 2011年 企画展（西武池袋本店　東京）　2014年まで毎年開催
- 2012年 個展（ミリオンアート　東京）
- 2013年 企画展（天満屋倉敷店　岡山）
- 2013年 個展（松坂屋名古屋店　愛知）　2016年まで毎年開催
- 2014年 個展（ギャラリーたちばな　奈良）
- 2014年 個展（京阪百貨店守口店　大阪）
- 2015年 個展（大丸神戸店　兵庫）　2017年開催
- 2016年 個展（大丸福岡天神店　福岡）以後隔年開催
- 2016年 個展（天満屋福山店　広島）
- 2017年 個展（大丸高知店　高知）
- 2018年 個展（名古屋三越栄店　愛知）
- 2019年 個展（近鉄和歌山店　和歌山）